# PhishTank
PhishTank — сервис, направленный на борьбу с фишингом, использующий совместную работу сообщества.
PhishTank был запущен в октябре 2006 предпринимателем Дэвидом Улевичем (David Ulevitch) как ответвление от OpenDNS. Компания[уточнить] предлагает систему подтверждения фишинга, основанную на взаимодействии сообщества, где одни пользователи публикуют ссылки на заподозренные в фишинге ресурсы, а другие пользователи «голосуют» за то, являются ли эти ресурсы фишингом или нет.
PhishTank используется в Opera , Yahoo! Mail  и PhishTank SiteChecker’ом . Все данные PhishTank свободны для загрузки или для доступа через вызовы API.